# Kathy Acker
Kathy Acker (18. dubna 1947 – 30. listopadu 1997) byla americká romanopiskyně, dramatička, povídkářka, básnířka a esejistka.

## Život
Narodila se v roce 1947 (jiné zdroje uvádí roky 1944 a 1948) v New Yorku jako Karen Lehman. Její otec svou manželku opustil ještě před narozením dcery; matka se později znovu provdala a dcera začala používat příjmení svého nevlastního otce (Alexander). Poté, co se v roce 1966 provdala za Roberta Ackera, přijala jeho příjmení. Jejím druhým manželem byl skladatel Peter Gordon, i v té době si však ponechala příjmení Acker. Byla bisexuální.
Své první texty publikovala v sedmdesátých letech v newyorském undergroundovém tisku. První román The Childlike Life of the Black Tarantula: Some Lives of Murderesses vydala v roce 1973 pod pseudonymem Black Tarantula. Později vydala řadu dalších knih. V češtině vyšly dvě, In memoriam identitě (In Memoriam to Identity, 1990; česky 1997) a Číča, král pirátů (Pussy, King of the Pirates, 1996; česky 1997). V roce 1996 spolupracovala s anglickou hudební skupinou The Mekons na albu Pussy, King of the Pirates, inspirovaném stejnojmennou knihou. Je autorkou scénáře k filmu Variety (1983) režisérky Bette Gordonové. Rovněž napsala libreto ke Gordonově opeře Birth of a Poet.
Za svou povídku „New York City in 1979“ získala v roce 1979 cenu Pushcart Prize. Počátkem osmdesátých let žila v Londýně a po návratu do USA přednášela na Sanfranciském uměleckém institutu a hostovala též na Idažské univerzitě, Kalifornské univerzitě v San Diegu, Kalifornské univerzitě v Santa Barbaře a dalších.
Zemřela v mexické Tijuaně, kde pobývala ve středisku pro alternativní léčbu rakoviny.
Rakouská režisérka Barbara Caspar o ní natočila celovečerní dokumentární film Kdo se bojí Kathy Ackerové?